# Маколи Калкин
Маколи Маколи Калкин Калкин (енгл. Macaulay Macaulay Culkin Culkin; Њујорк, 26. август 1980), рођен као Маколи Карсон Калкин (енгл. Macaulay Carson Culkin), амерички је глумац. Сматран једним од најуспешнијих дечјих глумаца 1990-их, био је на другом месту на списку VH1-а, „100 највећих дечјих звезда”.
Калкин је постао познат као дечји глумац, глумећи Кевина Макалистера у прва два филма божићне филмске франшизе Сам у кући, за који је номинован за Златни глобус за најбољег глумца у играном филму – мјузикл или комедија. Такође је глумио у филмовима Моја девојка (1991), Добри син (1993), Крцко Орашчић (1993), Обрачун са оцем (1994), Магична библиотека (1994) и Богати Ричи (1994). Номинован је за МТВ филмске награде и Награде за младе глумце. Калкин је 1994. године направио паузу од глуме, а вратио се 2003. гостовањем у телевизијској серији Вил и Грејс и улогом у филму Чудовиште забава (2003). Написао је аутобиографску књигу, под називом Junior, која је објављена 2006 године. Године 2021, глумио је у десетој сезони антологијске серије Америчка хорор прича.
Године 2013, Калкин постаје суоснивач хумористичке рок групе, The Pizza Underground, из Њујорка са темом пице, чији је био вокал; 2016. године, Калкин је изјавио да се The Pizza Underground раздваја и да ће њихов следећи албум бити последњи. Тренутно је издавач и извршни директор веб-сајта и подкаста за сатиричну поп културу, под називом Bunny Ears.

## Филмографија

### Филм
| Година | Српски назив                     | Изворни назив  | Улога                   | Напомене   |
| ------ | -------------------------------- | -------------- | ----------------------- | ---------- |
| 1988.  | Н/Д                              |                | Сај Блу Блек            |            |
| 1989.  | Видимо се ујутро                 |                | Били Ливингстон         |            |
| 1989.  | Ујка Бак                         |                | Мајлс Расел             |            |
| 1990.  | Џејкобова лествица кошмара       | Jacob's Ladder | Гејб Сингер             | непотписан |
| 1990.  | Сам у кући                       |                | Кевин Макалистер        |            |
| 1991.  | Само усамљени                    |                | Били Малдун             |            |
| 1991.  | Моја девојка                     |                | Томас Џ. Сенет          |            |
| 1992.  | Сам у кући 2: Изгубљен у Њујорку |                | Кевин Макалистер        |            |
| 1993.  | Добри син                        |                | Хенри Еванс             |            |
| 1993.  | Крцко Орашчић                    |                | принц                   |            |
| 1994.  | Обрачун са оцем                  |                | Тими Глисон             |            |
| 1994.  | Магична библиотека               |                | Ричард Тајлер           |            |
| 1994.  | Богати Ричи                      |                | Ричард „Ричи” Рич Млађи |            |
| 2003.  | Чудовиште забава                 |                | Мајкл Алиг              |            |
| 2004.  | Спашени!                         |                | Роланд Стокард          |            |
| 2007.  | Секс и доручак                   |                | Џејмс Фиц               |            |
| 2011.  | Н/Д                              |                | себе                    |            |
| 2015.  | Н/Д                              |                | Ралф                    |            |
| 2019.  | Н/Д                              |                | Ијан                    |            |

## Телевизија
| Година     | Српски назив         | Изворни назив | Улога                                    | Напомене                             |
| ---------- | -------------------- | ------------- | ---------------------------------------- | ------------------------------------ |
| 1985.      | Н/Д                  |               | дете                                     | телевизијски филм                    |
| 1988.      | Праведник            |               | Пол Гефарт                               | епизода: „Нешто зелено”              |
| 1991.      | Н/Д                  |               | Николас Маклари                          | глас; 13 епизода                     |
| 1991.      | Уживо суботом увече  |               | себе (водитељ)                           | епизода: „Малколм Калкин/”           |
| 1994.      | Фрејжер              |               | Елиот (глас)                             | епизода: „Седиште моћи”              |
| 2003.      | Вил и Грејс          |               | Џејсон „Џеј-Ти” Тоун                     | епизода: „Нека развод буде са тобом” |
| 2004.      | Н/Д                  |               | Кларк Хол                                | пилот                                |
| 2005–2010. | Н/Д                  |               | Бастијан Бакс Кевин Макалистер Били Дете | глас; 5 епизода                      |
| 2009.      | Н/Д                  |               | Ендру Крос                               | 5 епизода                            |
| 2015–2016. | Н/Д                  |               | себе                                     | 8 епизода                            |
| 2019.      | Лутка                |               | Ден Хакет                                | епизода: „Историјска свезналица”     |
| 2020.      | Шоу Ерика Андреа     |               | себе                                     | епизода: „Спасио си ме”              |
| 2021.      | Америчка хорор прича |               | Мики                                     | 5 епизода                            |